# Valcho Stoyev
Valcho Stoyev (Bulgaria, 20 de enero de 1952) es un atleta  retirado especializado en la prueba de lanzamiento de peso, en la que consiguió ser campeón europeo en pista cubierta en 1975.

## Carrera deportiva
En el Campeonato Europeo de Atletismo en Pista Cubierta de 1975 ganó la medalla de oro en el lanzamiento de peso, con una marca de 20.19 metros, por delante del Geoff Capes (plata con 19.98 metros) y el soviético Valeriy Voykin (bronce con 19.44 metros).